# اما ردوکانو
اما رَدوکانو (به انگلیسی: Emma Raducanu) (زادهٔ ۱۳ نوامبر ۲۰۰۲) تنیس‌باز حرفه‌ای بریتانیایی است. بالاترین رتبه‌ای که او در رتبه‌بندی انجمن تنیس زنان (WTA) به آن رسیده ۱۹ است، و در حال حاضر بین بریتانیایی‌ها در رتبهٔ نخست قرار دارد. ردوکانو قهرمان اوپن آمریکا است و اولین زن بریتانیایی است که از زمان قهرمانی ویرجینیا وید در مسابقات ۱۹۷۷ ویمبلدون یک گرند اسلم را فتح کرده‌است. او را بازیکنی روی خط می‌دانند که به خاطر ضربات قدرتمند و زمینی‌اش هنگام برگشت دادن سرویس‌ها مشهور است.
ردوکانو در تورنتو متولد و در لندن بزرگ شد. آغاز حضور در تور WTA در ژوئن ۲۰۲۱ بود. او که در رتبه‌بندی رتبه‌ای بالای ۳۰۰ داشت و صرفاً با استفاده از سهمیه (وایلد کارت) در ویمبلدون حضور داشت، در اولین تورنمت مهم زندگی‌اش به راند چهارم رسید. دو ماه بعد در اوپن آمریکا، او اولین تنیس‌باز تک‌نفره در دوران اوپن شد که برای راهیابی به مسابقات در رقابت‌های گزینشی (مقدماتی) شرکت کرده و در نهایت قهرمان می‌شود. او در فینال لیلا فرناندز را شکست داد.
او در دور گزینشی (مقدماتی) در سه راند پیروز شد و در خود تورنمنت هفت مسابقه را برد و حتی یک ست را هم نباخت. این تورنمنت دومین تورنمنت گرند اسلم زندگی‌اش بود و او رکورددار حضور در کمترین مسابقه‌ها قبل از نیل به قهرمانی است.
در دسامبر ۲۰۲۱ ردوکانو شخصیت سال بی‌بی‌سی ورزشی شد.